# Юссеф Хамдауї
Юссе́ф Хамдауї́ (нід. Youssef Hamdaoui, араб. يوسف حمداوي; нар. 20 березня 2008) — бельгійський футболіст, півзахисник клубу «Антверпен».

## Клубна кар'єра
Виступав за юнацьку команду «Тор Дерне Пайретс», а 2016 року приєднався до академії «Антверпена». 27 жовтня 2023 року підписав свій перший контракт з клубом. 28 січня 2024 року дебютував за фарм-клбу «Янг Редс» в матчі Національного дивізіону 1 проти «Ла-Лув'єра». 29 травня 2024 року продовжив контракт з «Антверпеном» до червня 2027 року.
2 лютого 2025 року дебютував в основному складі «Антверпена» в матчі Про-ліги проти льєзького «Брюгге», вийшовши на заміну Семму Рендерсу.
5 квітня 2025 року в поєдинку проти клубу «Ліра-Льєрс» забив свій перший гол у кар'єрі.

## Кар'єра в збірній
Виступав за збірні Бельгії до 15, до 16 і до 17 років.

## Статистика виступів
Станом на 27 квітня 2025
| Клуб              | Сезон             | Чемпіонат               | Чемпіонат | Чемпіонат | Кубок | Кубок | Єврокубки | Єврокубки | Інші  | Інші | Всього | Всього |
| Клуб              | Сезон             | Дивізіон                | Матчі     | Голи      | Матчі | Голи  | Матчі     | Голи      | Матчі | Голи | Матчі  | Голи   |
| ----------------- | ----------------- | ----------------------- | --------- | --------- | ----- | ----- | --------- | --------- | ----- | ---- | ------ | ------ |
| Янг Редс          | 2023–24           | Національний дивізіон 1 | 11        | 0         | —     | —     | —         | —         | —     | —    | 11     | 0      |
| Янг Редс          | 2024–25           | Національний дивізіон 1 | 17        | 1         | —     | —     | —         | —         | —     | —    | 17     | 1      |
| Янг Редс          | Всього            | Всього                  | 28        | 1         | 0     | 0     | 0         | 0         | 0     | 0    | 28     | 1      |
| Антверпен         | 2024–25           | Про-ліга                | 1         | 0         | 0     | 0     | —         | —         | —     | —    | 1      | 0      |
| Всього за кар'єру | Всього за кар'єру | Всього за кар'єру       | 29        | 1         | 2     | 0     | 0         | 0         | 0     | 0    | 29     | 1      |